# Červenica
Červenica je obec na Slovensku, v okrese Prešov v Prešovském kraji.
Žije zde přibližně 1 000 obyvatel. V katastrálním území obce se nachází mezinárodně významná mineralogická lokalita Opálové doly v Dubníku.

## Geografie
Obec leží ve Slánských vrších v údolí potoka Jedľovec. Leží v nadmořské výšce, která se pohybuje v rozmezí 410–705 m, střed obce je ve výšce 466 m n. m. Rozčleněná hornatina, v jihozápadní části mírně zvlněná pahorkatina, je tvořena sopečnými horninami (andezity a jejich pyroklastika). Z celkové rozlohy připadá 37 % na zemědělskou půdu (2020). Celkové využití půdy: 56 % jsou lesy, 18 % orná půda, 17 % travnaté plochy atd. Lesní plochy tvořené buky a duby převládají ve východní a severní části území obce. Rozsáhlé jehličnaté lesy byly ještě koncem 18. století, koncem 19. století už bylo území odlesněné s početnými osadami a zahradami.
Obec sousedí:
|        | Zlatá Baňa |         |
| Lúčina |            | Zámutov |
|        | Opiná      |         |

## Historie
Obec byla založena na zákupním právu v polovině 14. století. První písemná zmínka o obci pochází z roku 1427, kde je uvedena jako Vereswagas a byla v majetku Jána Kecera. Další název byl v roce 1773 Czerwenicza, v roce 1786 Čerwenica; maďarsky Vörösvágás. V 18. století náležela královské komoře. V rce 1427 byla daněna z 62 port. V roce 1787 žilo v 69 domech 503 obyvatel, v roce1828 žilo 536 obyvatel v 70 domech.
Od 16. století až do 18. století se v obci těžila rtuť a od 18. století do roku 1922 se v hornické osadě Dubníku těžil opál. Od roku 2012 společnost Opálové bane Libanka obnovila těžbu opálů a zpřístupnila báňská díla.